# Anoplotettix beieri
Anoplotettix beieri är en insektsart som beskrevs av Wagner 1959. Anoplotettix beieri ingår i släktet Anoplotettix och familjen dvärgstritar. Inga underarter finns listade i Catalogue of Life.